# IWGP Global Heavyweight Championship
Le IWGP Global Heavyweight Championship (IWGP GLOBALヘビー級王座, IWGP GLOBAL hebī-kyū ōza) est un championnat de catch (lutte professionnelle) de la New Japan Pro-Wrestling. "IWGP" sont les initiales de l'instance dirigeante de la NJPW, l'International Wrestling Grand Prix (インターナショナル・レスリング・グラン・プリ, intānashonaru resuringu guran puri). Le titre a été créé pour remplacer le championnat IWGP United States Heavyweight. Le champion actuel est Gabe Kidd (en)

## Histoire

### Origines
Lors de Power Struggle 2023, après que Will Ospreay ait défendu le championnat IWGP United States Heavyweight contre Shota Umino, le leader du Bullet Club, David Finlay, détruit la ceinture de champion IWGP United Kingdom Heavyweight d'Ospreay avec un maillet après l'avoir attaqué ainsi que Jon Moxley, l'ancien mentor d'Umino, un match à trois est prévu entre les trois protagonistes à Wrestle Kingdom 18.
Lors d'une conférence de presse le 6 novembre 2023, le président de la NJPW, Naoki Sugabayashi, annonce un nouveau championnat pour remplacer le championnat poids lourd des États-Unis qui devait être mis en jeu lors de ce match. Le 11 décembre, lors d'une autre conférence de presse, il annonce le nom du nouveau championnat, l'IWGP Global Heavyweight Championship,.

### Apparence
La nouvelle ceinture de championnat est dévoilée le 3 janvier 2024. Elle comporte une sangle blanche, similaire à l'ancien Championnat Intercontinental IWGP, et comporte trois plaques : une centrale et un jeu de plaques latérales. La plaque centrale comporte les lettres « IWGP » au centre, le mot « Global » en haut et le mot « Champion » en bas, le tout en lettres majuscules. Quatre cercles d'or avec un rubis au centre sont sertis verticalement, deux de chaque côté, à côté de la plaque centrale. Les coupelles latérales ont la moitié du globe terrestre sur l'une et l'autre moitié sur l'autre.

## Historique des règnes
| No. | Champion       | Changement de titre | Changement de titre          | Changement de titre | Statistiques de règne | Statistiques de règne | Statistiques de règne | Notes                                                                     | Ref.   |
| No. | Champion       | Date                | Évènement                    | Lieu                | Règne                 | Durée                 | Défenses              | Notes                                                                     | Ref.   |
| --- | -------------- | ------------------- | ---------------------------- | ------------------- | --------------------- | --------------------- | --------------------- | ------------------------------------------------------------------------- | ------ |
| 1   | David Finlay   | 4 janvier 2024      | Wrestle Kingdom 18           | Tokyo               | 1er                   | 50 jours              | 0                     | En battant Will Ospreay et Jon Moxley pour devenir le champion inaugural. | [ 7 ]  |
| 2   | Nic Nemeth     | 23 février 2024     | The New Beginning in Sapporo | Sapporo             | 1er                   | 71 jours              | 1                     |                                                                           | [ 8 ]  |
| 3   | David Finlay   | 4 mai 2024          | Wrestling Dontaku            | Fukuoka             | 2e                    | 245 jours             | 4                     |                                                                           | [ 9 ]  |
| 4   | Yota Tsuji     | 4 janvier 2025      | Wrestle Kingdom 19           | Tokyo               | 1er                   | 162 jours             | 4                     |                                                                           | [ 10 ] |
| 5   | Gabe Kidd (en) | 15 juin 2025        | Dominion                     | Osaka               | 1er                   | 0 jour                | 0                     |                                                                           | [ 11 ] |

## Règnes cumulés
| Rang | Catcheur       | Règnes | Défenses | Durée en jours |
| ---- | -------------- | ------ | -------- | -------------- |
| 1    | David Finlay   | 2      | 1        | 295            |
| 2    | Yota Tsuji     | 1      | 4        | 162            |
| 3    | Nic Nemeth     | 1      | 1        | 71             |
| 4    | Gabe Kidd (en) | 1      | 0        | 0+             |